# 甘肅提督
甘肅提督，全名為提督甘肅等處地方總兵官，為從一品武職，是清代甘肅省的綠營最高長官。一般而言，受陝甘總督、甘肅巡撫管轄，在清中葉時，因西北用兵之需要，乾隆十二年時，其管轄之綠營兵有近五萬之眾。
《清史稿·志一百六》：「甘肅提督統轄提標五營，兼轄永固城守協，節制西寧等四鎮。提標中營、左營、右營、前營、後營，永固城守協，甘州城守營，梨園營，洪水營，南古城營，山丹營，硤口營，大馬營，察漢俄博營。」

## 沿革

### 康熙2年-康熙4年（1663年-1665年）
- 上級職官：陝西總督;甘肅巡撫
- 駐防地：甘州府

《聖祖仁皇帝實錄·卷之九》：「(康熙二年六月)壬戌。諭兵部、提督張勇、前鎮守甘肅地方、威名素著、屬番讋服。著以提督職銜、調回甘肅鎮守。其陜西提督王一正所轄地方、應與張勇作何分管。爾部議奏」

### 康熙4年-康熙11年（1665年-1672年）
- 上級職官：山陝總督;甘肅巡撫
- 駐防地：甘州府

《聖祖仁皇帝實錄·卷之十五》：「(康熙四年五月)丁未。議政王貝勒大臣、九卿科道會議、吏部題請裁并督撫一疏。得旨、湖廣、四川、福建、浙江、四省。仍各留總督一員。貴州總督、裁并雲南。廣西總督、裁并廣東。江西總督、裁并江南。山西總督、裁并陜西。直隸、山東、河南、設一總督、總管三省事。其鳳陽巡撫、寧夏巡撫、南贛巡撫、俱裁去。伊等應駐何地。著確議具奏。」

### 康熙11年-康熙14年（1672年-1675年）
- 上級職官：陝西總督;甘肅巡撫
- 駐防地：甘州府

《聖祖仁皇帝實錄·卷之三十八》：「(康熙十一年四月)癸巳。諭吏部、兵部、陜西幅員遼闊、邊疆重地、防禦宜周。省城有將軍滿兵駐防。總督衙門、應移駐近邊扼要地方、專管陜西、以便控制。其山西省附近京師、應照山東河南例、令該撫料理。爾二部會同詳議具奏。」

### 康熙14年-康熙17年（1675年-1678年）
- 上級職官：陝西總督;甘肅巡撫
- 駐防地：蘭州府

《聖祖仁皇帝實錄·卷之七十三》：「靖逆將軍甘肅提督侯張勇疏報、逆賊吳三桂、餽遺達賴台吉等、交相連結、欲圖入掠。且逆賊已知松潘、茂州番中、有通西寧大路、恐乘間隙、侵我茶馬之利。得旨、甘肅提督、舊時原駐甘州、後因川賊犯秦州、故移駐蘭州。今吳逆圖擾邊境、不可不加固守。令張勇自蘭州移鎮甘州。著嚴加提備。仍與大將軍公圖海等、便宜籌畫。」

### 康熙17年-康熙19年（1678年-1680年）
- 上級職官：陝西總督;甘肅巡撫
- 駐防地：甘州府

《聖祖仁皇帝實錄·卷之七十三》：「靖逆將軍甘肅提督侯張勇疏報、逆賊吳三桂、餽遺達賴台吉等、交相連結、欲圖入掠。且逆賊已知松潘、茂州番中、有通西寧大路、恐乘間隙、侵我茶馬之利。得旨、甘肅提督、舊時原駐甘州、後因川賊犯秦州、故移駐蘭州。今吳逆圖擾邊境、不可不加固守。令張勇自蘭州移鎮甘州。著嚴加提備。仍與大將軍公圖海等、便宜籌畫。」

### 康熙19年-康熙24年（1680年-1685年）
- 上級職官：川陝總督;甘肅巡撫
- 駐防地：甘州府

《聖祖仁皇帝實錄·卷之九十三》：「(康熙十九年十一月辛酉)天象垂戒、必有徵驗、爾等各抒所見奏聞。工部侍郎趙璟、金鼐奏、近聞陜西轉餉入蜀、人民滋困、押運官又不知軫恤、請敕部議、作何休息。兵部尚書宋德宜奏、陜西四川、不必各設總督、宜以一人統理兩省、庶人民勞逸、可以酌齊均平。上諭吏部、改陜西總督哈占、為川陜總督、其四川總督楊茂勳、令解任、隨大軍進取雲南。」

### 康熙24年-康熙29年（1685年-1690年）
- 上級職官：川陝總督;甘肅巡撫
- 駐防地：凉州府武威县

《大清會典事例·卷五百五十二》（光緒朝）：「(康熙二十四年)又定。移原駐甘州之甘肅提督駐涼州。」

### 康熙29年-康熙57年（1690年-1718年）
- 上級職官：川陝總督;甘肅巡撫
- 駐防地：甘州府張掖縣

《大清會典事例·卷五百五十二》（光緒朝）：(康熙二十九年)移甘肅提督駐張掖縣。

## 簡介
乾隆十二年（1747年）所著的《欽定大清會典則例》：「甘州提督一人，駐劄甘州府，節制四鎮。」，直轄45名武官、6000名綠營兵；下轄374名武官、39864名綠營兵。整個甘肅地方的將士在乾隆初年共計約有46284名。
- 直轄五個營（本標）：

1. 中營：正三品參將一人、正五品守備一人、正六品千總二人、正七品把總五人，兵千二百名。
2. 左營：從三品游擊一人、正五品守備一人、正六品千總二人、正七品把總五人，兵千二百名。
3. 右營：從三品游擊一人、正五品守備一人、正六品千總二人、正七品把總五人，兵千二百名。
4. 前營：從三品游擊一人、正五品守備一人、正六品千總二人、正七品把總五人，兵千二百名。
5. 後營：正四品都司一人、正五品守備一人、正六品千總二人、正七品把總五人，兵千二百名。

### 下轄四鎮

#### 西寧鎮總兵官

西寧市位置

總兵官一人，駐劄西寧府（今青海省西寧市），直轄40名武官、4000名綠營兵；下轄53名武官、5656名綠營兵。整個西寧鎮的綠營將士，合計總共約9750名。
- 直轄五個營（本標）：

1. 中營：從三品游擊一人、正五品守備一人、正六品千總二人、正七品把總四人，兵八百名。
2. 左營：從三品游擊一人、正五品守備一人、正六品千總二人、正七品把總四人，兵八百名。
3. 右營：從三品游擊一人、正五品守備一人、正六品千總二人、正七品把總四人，兵八百名。
4. 前營：正四品都司一人、正五品守備一人、正六品千總二人、正七品把總四人，兵八百名。
5. 後營：正四品都司一人、正五品守備一人、正六品千總二人、正七品把總四人，兵八百名。

- 下轄武官：

㈠西寧城守營都司：駐劄西寧府，把總二人，兵二百五十四名。
㈡大通協副將：駐劄大通衛（今青海省大通縣），兼轄永安、白塔二營。都司一人、千總二人、把總四人，兵八百名。
```
 ⑴永安營游擊：駐劄大通衛，守備一人、千總一人、把總三人，兵六百名。
```

```
 ⑵白塔營都司：駐劄白塔川，千總一人、把總二人，兵四百名。
```

㈢鎮海營參將：駐劄鎮海城，兼轄和拉庫托一營。守備一人、千總二人、把總二人，兵九百七十一名。
```
 ⑴拉庫托營守備：駐劄和拉庫托堡，把總一人、兵二百名。
```

㈣擺羊戎營游擊：駐劄碾伯縣，兼轄巴暖亦、雜石二營。千總四人、把總四人，兵七百九十名。
```
 ⑴巴暖營守備：駐劄古鄯城，把總一人，兵二百名。
```

```
 ⑵雜石營守備：駐劄石城，兵百名。
```

㈤北川營游擊：駐劄新城，千總一人、把總一人，兵三百五十六名。
㈥南川營都司：駐劄黑石城，把總一人，兵一百九十八名。
㈦歸徳營都司：駐劄歸徳堡，兵一百八十名。
㈧威逺營都司：駐劄西寧縣，把總一人，兵二百七十八名。
㈨碾伯營都司：駐劄碾伯縣，千總一人、把總二人，兵三百二十九名。

#### 寧夏鎮總兵官

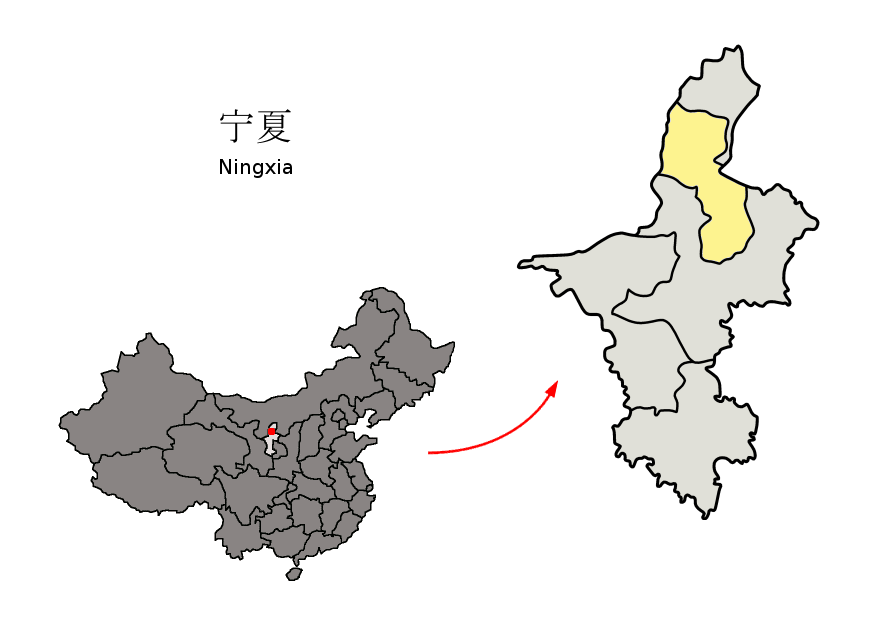
銀川市位置

總兵官一人，駐劄寧夏府（今寧夏回族自治區銀川市），直轄32名武官、2989名綠營兵；下轄60名武官、6657名綠營兵。整個寧夏鎮的綠營將士，合計總共約9739名。
- 直轄四個營（本標）：

1. 左營：從三品游擊一人、正五品守備一人、正六品千總二人、正七品把總四人，兵七百四十八名。
2. 右營：從三品游擊一人、正五品守備一人、正六品千總二人、正七品把總四人，兵七百四十七名。
3. 前營：從三品游擊一人、正五品守備一人、正六品千總二人、正七品把總四人，兵七百四十七名。
4. 後營：從三品游擊一人、正五品守備一人、正六品千總二人、正七品把總四人，兵七百四十七名。

- 下轄武官：

㈠寧夏城守營都司：駐劄寧夏府，把總二人，兵四百名。
㈡中衛協副將：駐劄中衛縣，兼轄石空寺、古水井二營。都司一人、千總二人、把總五人，兵九百五十九名。
```
 ⑴石空寺營守備：駐劄石空寺堡，兵一百五十一名。
```

```
 ⑵古水井營守備：駐劄古水井堡，兵一百五十一名。
```

㈢花馬池協副將：駐劄靈州，兼轄安定一營。都司一人、千總一人、把總三人，兵五百九十八名。
```
 ⑴安定營守備：駐劄安定堡，兵八十名。
```

㈣靈州營參將：駐劄靈州城，兼轄同心城一營。守備一人、把總四人，兵六百二十七名。
⑴同心城營守備：駐劄同心城驛，把總一人、兵一百五十名。
㈤平羅營參將：駐劄平羅城，守備一人、千總一人、把總三人，兵七百有六名。
㈥洪廣營游擊：駐劄平羅縣，守備一人、把總四人，兵七百有八名。
㈦玉泉營游擊：駐劄寧朔縣，守備一人、千總一人、把總三人，兵七百九十五名。
㈧廣武營游擊：駐劄中衛縣，守備一人、把總三人，兵五百七十三名。
㈨興武營都司：駐劄靈州興武堡，守備一人、把總三人，兵四百四十八名。
㈩橫城堡都司：駐劄橫城，把總二人，兵三百十有一名。

#### 涼州鎮總兵官

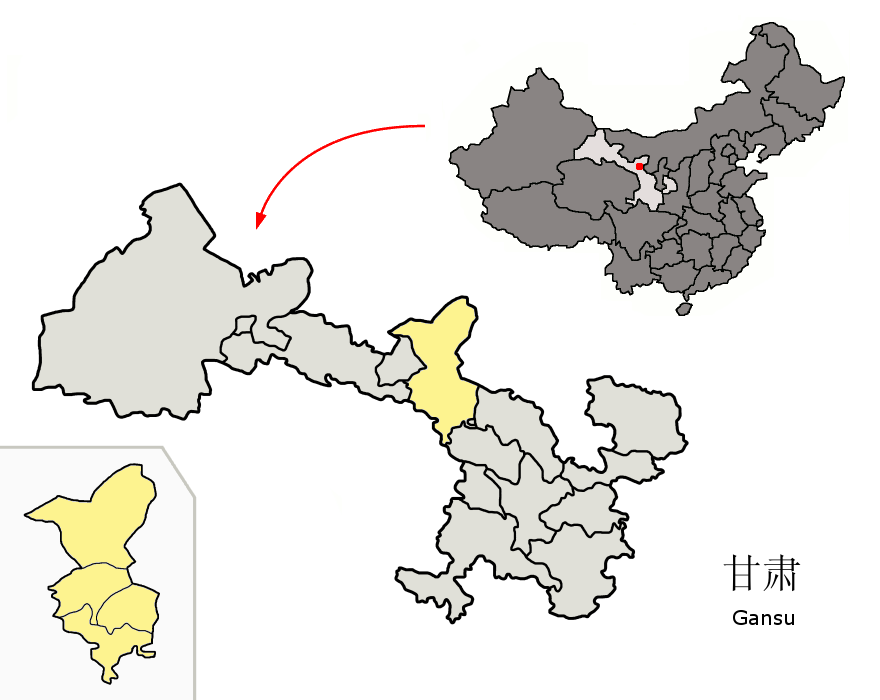
武威市位置

總兵官一人，駐劄涼州府（今甘肅省武威市），直轄40名武官、3500名綠營兵；下轄54名武官、6452名綠營兵。整個寧夏鎮的綠營將士，合計總共約10047名。
- 直轄五個營（本標）：

1. 中營：從三品游擊一人、正五品守備一人、正六品千總二人、正七品把總四人，兵七百名
2. 左營：從三品游擊一人、正五品守備一人、正六品千總二人、正七品把總四人，兵七百名。
3. 右營：從三品游擊一人、正五品守備一人、正六品千總二人、正七品把總四人，兵七百名。
4. 前營：正四品都司一人、正五品守備一人、正六品千總二人、正七品把總四人，兵七百名。
5. 後營：正四品都司一人、正五品守備一人、正六品千總二人、正七品把總四人，兵七百名。

- 下轄武官：

㈠涼州城守營都司：駐劄涼州府，兼轄髙溝、西把截堡二營。把總五人，兵四百五十七名。
```
 ⑴髙溝營守備：駐劄武威縣，兵六十五名。
```

```
 ⑵西把截堡守備：駐劄西把截堡，兵九十九名。
```

㈡永昌協副將：駐劄永昌縣，兼轄鎮番、大靖、髙古城、新城、張義、蔡旗、安逺、寧逺八營。都司一人、千總二人、把總三人，兵七百八十五名。
```
 ⑴鎮番營參將：駐劄鎮番縣，守備一人、千總一人、把總二人，兵五百四十七名。
```

```
 ⑵大靖營參將：駐劄古浪縣，兼轄土門堡一營，守備一人、千總一人、把總一人，兵八百七十三名。
```

```
   ①土門營守備：駐劄土門堡，兵九十三名。
```

```
 ⑶髙古城營游擊：駐劄永昌縣，兼轄水泉一營。千總一人、把總二人，兵三百七十九名。
```

```
   ①水泉營守備：駐劄水泉堡，兵一百三十七名。
```

```
 ⑷新城營都司：駐劄新城堡，把總一人，兵一百五十八名。
```

```
 ⑸張義營都司：駐劄張義堡，兵九十七名。
```

```
 ⑹蔡旗營都司：駐劄鎮番縣，千總一人，兵一百二十八名。
```

```
 ⑺安逺營都司：駐劄安逺堡，兵一百八十九名。
```

```
 ⑻寧逺營守備：駐劄寧逺堡，把總一人，兵一百七十九名。
```

㈢莊浪營參將：駐劄平番縣，兼轄阿壩、鎮羌、岔口、三眼井、紅水堡五營。守備一人、千總二人、把總三人，兵六百六十一名。
```
 ⑴阿壩營游擊：駐劄阿壩堡，兼轄松山一營。千總一人、把總一人，兵四百九十名。
```

```
   ①松山營守備：兵百有八名。
```

```
 ⑵鎮羌營游擊：駐劄鎮羌營，千總一人、把總一人，兵五百九十二名。
```

```
 ⑶岔口營都司：駐劄岔口堡，兵一百四十八名。
```

```
 ⑷三眼井營都司：駐劄三眼井堡，兵一百四十七名。
```

```
 ⑸紅水營守備：駐劄紅水堡，兵一百二十名。
```

#### 肅州鎮總兵官

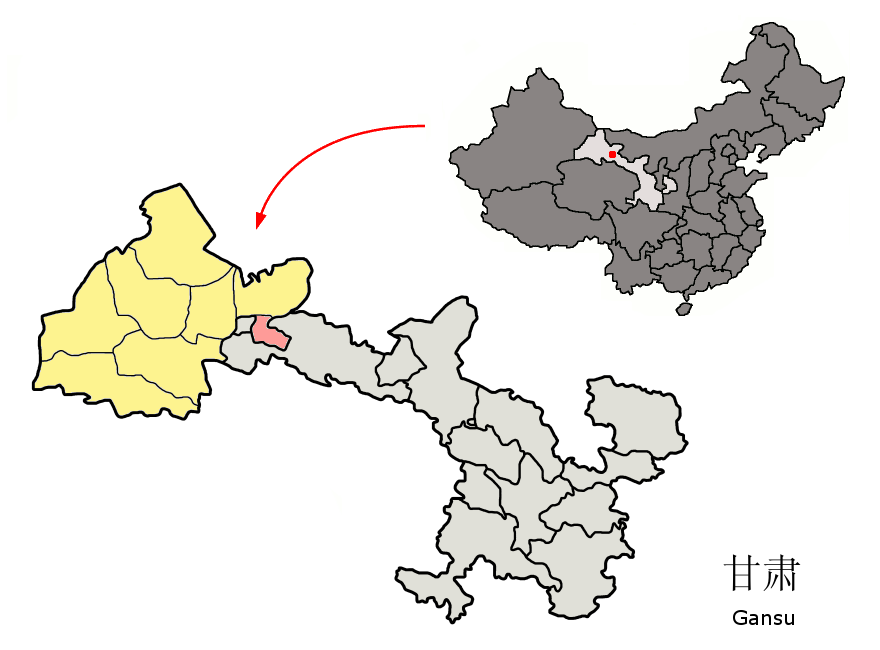
肅州區位置

總兵官一人，駐劄肅州（今甘肅省酒泉市肅州區），直轄24名武官、3000名綠營兵；下轄67名武官、7610名綠營兵。整個寧夏鎮的綠營將士，合計總共約10702名。
- 直轄三個營（本標）：

1. 中營：從三品游擊一人、正五品守備一人、正六品千總二人、正七品把總四人，兵千名
2. 左營：從三品游擊一人、正五品守備一人、正六品千總二人、正七品把總四人，兵千名。
3. 右營：從三品游擊一人、正五品守備一人、正六品千總二人、正七品把總四人，兵千名。

- 下轄武官：

㈠肅州城守營都司：駐劄肅州，千總一人、把總二人，兵五百名。
㈡金塔寺協副將：駐劄金塔寺，兼轄鎮夷、髙臺、淸水、威魯四營。都司一人、千總二人、把總六人，兵九百八十八名。
```
 ⑴鎮夷營游擊：駐劄髙臺縣，千總一人、把總三人，兵五百四十三名。
```

```
 ⑵髙臺營游擊：駐劄髙臺縣，兼轄平川、紅崖二營。千總一人，兵三百七十六名。
```

```
   ①平川營守備：駐劄平山堡，兵百有八名。
```

```
   ②紅崖營守備：駐劄紅崖堡，兵一百二十五名。
```

```
 ⑶清水營都司：駐劄肅州，兵一百四十五名。
```

```
 ⑷威魯堡守備：駐劄肅州，兵一百五十名。
```

㈢永固協副將：駐劄永固城，兼轄甘州城守、洪水、山丹、大馬營、黑城、梨園、馬營墩、硤口八營。都司一人、千總二人、把總四人，兵九百六十二名。
```
 ⑴甘州城守營參將：駐劄甘州府，守備一人、千總一人、把總二人，兵七百八十二名。
```

```
 ⑵洪水營游擊：駐劄張掖縣，兼轄南古城一營。千總一人、把總二人，兵四百二十五名。
```

```
   ①南古城營守備：駐劄南古城堡，兵一百十有六名。
```

```
 ⑶山丹營游擊：駐劄山丹縣，千總一人、把總二人，兵三百八十七名。
```

```
 ⑷大馬營游擊：駐劄大馬營，千總一人、把總二人，兵四百九十名。
```

```
 ⑸黑城營都司：駐劄黑城堡，千總一人，兵三百七十三名。
```

```
 ⑹梨園營都司：駐劄張掖縣，把總一人，兵一百四十四名。
```

```
 ⑺馬營墩都司：駐劄山丹縣，把總一人，兵一百四十六名。
```

```
 ⑻硤口營都司：駐劄山丹縣，把總一人，兵二百十有八名。
```

㈣嘉峪闗營游擊：駐劄嘉峪關，千總一人、把總六人，兵六百三十二名。

## 歷任提督
| 任職者                        | 任期                                | 爵位諡號                      | 接任前官職       | 卸任後官職     | 備註                       |
| ----------------------------- | ----------------------------------- | ----------------------------- | ---------------- | -------------- | -------------------------- |
| 張勇 （1616年-1684年）        | 康熙2年-康熙23年 （1663年-1684年）  | 一等靖逆侯 諡號「襄壯」       | 雲南提督         | 過世           | 太子太師銜兼少師銜         |
| 孫思克 （1628年-1700年）      | 康熙23年-康熙39年 （1684年-1700年） | 一等男加一雲騎尉 諡號「襄武」 | 甘肅總兵官       | 過世           | 太子太保銜                 |
| 雷繼尊 （？-1701年）          | 康熙39年-康熙40年                   | 諡號「敏愨」                  | 鑲白旗漢軍都統   | 過世           | 署理                       |
| 李林盛 （？-1714年）          | 康熙40年-康熙43年 （1701年-1704年） | 騎都尉                        | 固原提督         | 鑲紅旗漢軍都統 |                            |
| 吳洪 （？-1717年）            | 康熙43年-康熙46年 （1704年-1707年） |                               | 正紅旗漢軍副都統 | 以病乞休       | 署理                       |
| 瓜爾佳·殷泰 （1652年-1714年） | 康熙46年-康熙48年 （1707年-1709年） | 雲騎尉 諡號「清端」           | 西寧鎮總兵官     | 川陜總督       |                            |
| 江琦 （?-1714年）             | 康熙48年-康熙53年 （1709年-1714年） | 雲騎尉                        | 延綏鎮總兵官     | 過世           |                            |
| 師懿德 （？-1734年）          | 康熙53年-康熙57年 （1714年-1718年） |                               | 江南提督         | 召京議處論絞   |                            |
| 路振聲 （？-1741年）          | 康熙57年-雍正4年 （1718年-1726年）  |                               | 肅州鎮總兵官     | 致仕           | 太子少保銜兼兵部尚書銜     |
| 楊啟元                        | 雍正元年-雍正2年 （1723年－1724年） |                               | 西寧鎮總兵官     | 固原提督       | 署理                       |
| 岳鍾琪 （1686年-1754年）      | 雍正2年-雍正3年 （1724年－1725年）  | 三等威信公 諡號「襄勤」       | 四川提督         | 甘肅巡撫       | 以奮威將軍兼理，太子少保銜 |
| 王嵩                          | 雍正3年                             |                               | 寧夏鎮總兵官     | 革職           | 署理                       |
| 宋可進                        | 雍正3年                             | 三等輕車都尉                  | 南贛鎮總兵官     | 安西鎮總兵官   | 署理                       |
| 孫繼宗 （？－1729年）         | 雍正3年－雍正4年                    |                               | 安西鎮總兵官     | 川北鎮總兵官   | 署理                       |
| 馬會伯 （？－1736年）         | 雍正4年                             |                               | 貴州提督         | 署理四川提督   | 康熙三十九年武狀元         |
| 宋可進                        | 雍正4年-雍正10年                    |                               | 古北口提督       | 革職           |                            |
| 劉世明 （？－1735年）         | 雍正10年-雍正12年                   |                               | 西路副將軍       | 革職           | 署理                       |
| 二格                          | 雍正12年-乾隆元年                   |                               | 都察院左副都御史 | 兵部右侍郎     | 署理                       |
| 李繩武 （？－1757年）         | 乾隆元年-乾隆3年                    | 騎都尉加一雲騎尉              | 河北鎮總兵       | 固原提督       |                            |
| 納蘭·瞻岱 （？－1740年）      | 乾隆3年-乾隆5年                     | 諡號「恭勤」                  | 古北口提督       | 過世           |                            |
| 王廷極 （？－1754年）         | 乾隆5年                             |                               | 延綏鎮總兵官     | 涼州鎮總兵官   | 署理                       |
| 李繩武 （？－1757年）         | 乾隆5年-乾隆10年                    | 騎都尉加一雲騎尉              | 固原提督         | 安西提督       |                            |
| 董鄂·永常 （？－1755年）      | 乾隆10年-乾隆13年                   |                               | 安西提督         | 安西提督       | 太子少保銜                 |